# Biel (Saragosse)
Pour les articles homonymes, voir Biel et Saragosse (homonymie).
Biel est une commune d’Espagne, dans la province de Saragosse, communauté autonome d'Aragon, de la comarque des Cinco Villas.